# فولکلور: جلسه‌های استودیوی لانگ پاند
فولکلور: جلسه‌های استودیوی لانگ پاند (انگلیسی: Folklore: The Long Pond Studio Sessions) یک کنسرت فیلم است که در سال ۲۰۲۰ به کارگردانی تیلور سوئیفت منتشر شد. این فیلم سوئیفت را درحال اجرای تمام ترانه‌های هشتمین آلبوم استودیویی‌اش، فولکلور (۲۰۲۰) نشان می‌دهد، همچنین دربارهٔ روند نوشتن آهنگ‌ها صحبت می‌کند. کنسرت فیلم در ۲۵ نوامبر ۲۰۲۰ توسط دیزنی+ منتشر شد.
جلسات استودیویی لانگ پاد با تحسین موسیقی، صمیمیت، تصاویر و بینش آن در مورد فولکلور، مورد تحسین منتقدان گسترده قرار گرفت. بسیاری از منتقدان این فیلم را به عنوان یک مکمل تحسین‌برانگیز برای آلبوم معرفی کردند، قسمت عمده ای از نهمین آلبوم استودیویی سوئیفت، اورمور، هنگام فیلمبرداری فیلم ضبط شده‌است.

## بازیگرها
- تیلور سوئیفت
- آرون دسنر
- جک آنتونوف
- جاستین ورنن

## انتشار
این فیلم در تاریخ ۲۵ نوامبر ۲۰۲۰ توسط دیزنی+ منتشر شد، و در تاریخ ۲۶ نوامبر ۲۰۲۰ توسط دیزنی+ هات‌استار در هند و اندونزی پخش شد.

## آلبوم زنده
ضبط‌ها از فولکلور: جلسه‌های استودیوی لانگ پاند به عنوان یک آلبوم زنده، با عنوان فولکلور: جلسه‌های استودیوی لانگ پاند (از ویژه دیزنی+) (به انگلیسی: Folklore: The Long Pond Studio Sessions (from the Disney+ Special)) در رسانه جاری و سکوهای دیجیتال در ۲۵ نوامبر ۲۰۲۰، در کنار فیلم منتشر شد.